# Вкус
 Тази статия е за вкуса, като сетиво.  За вкуса в естетиката вижте Вкус (естетика).  
Вкусът във физиологията е един от видовете способности на организма да възприема химични дразнения от околната среда; усещане, възникващо при действието на различни вещества предимно на рецепторите за вкус (разположени на вкусовите брадавици на езика, а също по задната стена на глътката, мекото небце, сливиците, надгръклянника).
Вкусовите рецептори се намират в специални сетивни образувания, наречени вкусови луковици. Те имат овална форма и са пръснати свободно в лигавицата на устната кухина и хранопровода или са разположени във вкусовите брадавици (на латински: gustatory calyculi) на езика. Върху предната част на езика са разположени малки гъбовидни папили, които съдържат от една до пет вкусови луковици, а върху задната част са разположени големи листовидни папили, съдържащи няколко хиляди вкусови луковици, като всяка вкусова луковица съдържа около 50 – 100 вкусови клетки.
Вкусовите брадавици могат да различават относително малко видове вкус. За разлика от вкуса, обонянието може да различава много голям брой миризми.

## История
Повечето западни източници споменават само първите четири вкуса – сладко, кисело, солено и горчиво. Напоследък широко се обсъжда пети вкус – умами.
На практика онова, което в ежедневието се нарича вкус, представлява съчетание от вкусови и обонятелни усещания с участие и на осезанието на езика. Загубата на обоняние, например при настинка, значително притъпява вкуса на храната.

## Основни вкусове
По традиция се приема, че съществуват четири основни вкуса – сладко, кисело, солено и горчиво. Всички други вкусове са съчетания от четирите основни вкуса плюс обонятелни и осезателни усещания.
Според друго разбиране съществува и пети основен вкус – умами. В древнокитайската философия на петте елемента за пети основен вкус се смята лютивото.

### Сладко
Сладкият вкус възниква от наличието на захари, някои белтъци и други вещества. Разпознава се от т. нар. серпентинови рецептори, които се намират по вкусовите брадавици. Най-малко два различни типа рецептори за сладко трябва да бъдат задействани, за да може мозъкът да регистрира усещане за сладък вкус.
| Вещество                       | Праг    |
| ------------------------------ | ------- |
| захароза                       | 10 mmol |
| лактоза                        | 30 mmol |
| 1-пропил-2-амино-4-нитробензен | 2 μmol  |

### Солено
Соленият вкус се причинява от натриевия хлорид (известен като готварска сол), а в по-малка степен – и от други соли. Йоните на солта, особено натрият (Na+), се разпознават от йонни канали на езика и предизвикват акционен потенциал. Затова готварската сол не само създава усещане за солено, но засилва и другите вкусови усещания, поради което е най-използваната подправка.

### Кисело
Рецепторите за кисело реагират на киселини. Водородни йонни канали реагират на концентрацията на положителни водородни йони (H+), отделени от киселината. Основни подправки за придаване на кисел вкус на храните са оцетът, лимонената киселина, винената киселина и киселото мляко.

### Горчиво
Горчивият вкус се разпознава също от серпентиновите рецептори. Горчивото е неприятно за повечето хора. Много алкалоиди са горчиви и еволюционните биолози предполагат, че отвращението от горчиви неща се е развило, за да предпази хората от отравяне.
Най-горчивото познато вещество е синтетичният химикал битрекс, известен още като денатониев бензоат (в действителност Bitrex е търговска марка на британската компания „Macfarlan Smith“). Открит е през 1958 г. Представлява твърдо бяло вещество без миризма, използвано за създаване на неприятен вкус – като добавка, която предотвратява случайното поглъщане на дадено отровно вещество от хора (особено деца) и животни.
Веществото фенилтиокарбамид е много горчиво за повечето хора, но за някои е почти безвкусно. Това генетично отклонение в способността да се усети вкусът на едно вещество е много интересно за занимаващите се с генетика.

### Умами
Умами е името на вкусовото усещане, предизвикано от свободните глутамати, които най-често се съдържат във ферментирали и отлежали храни и в хранителната добавка мононатриев глутамат, открит през 1908 г. от Кукунае Икеда след кристализация на водорасли.
Смята се, че вкусовите брадавици за умами се активират специално от глутамата по същия начин, по който рецепторите за сладко се активират от захар. Глутаматът се свързва с един вид G-протеинно свързани глутаматни рецептори.
Натриевият глутамат (известен още като китайска сол) се използва все по-често като хранителна подправка (E621). Някои съвременни научни изследвания предупреждават, че прекалената му употреба увеличава риска от раково заболяване. Доколко тези опасения са обосновани, е все още предмет на научни спорове.

## Други усещания
Езикът може да изпитва и други усещания, които не се включват в основните вкусове. Те се регистрират до голяма степен от соматосензорната система. При хората усещането за вкус се предава чрез три от дванадесетте черепномозъчни нерва. Лицевият нерв (VII) предава вкусови усещания от предните две третини на езика, глософарингеалният нерв (IX) предава вкусови усещания от задната третина на езика, докато част от блуждаещия нерв (X) предава някои вкусови усещания от задната част на устната кухина.
Тригеминалният нерв (краниален нерв V) дава информация за общата текстура на храната, както и свързаните с вкуса усещания за пиперливо или люто (от подправки).

### Тръпчивост
Някои храни (например чаят и неузрелите плодове) съдържат дъбилни вещества (танини), които причиняват свиване на тъканите. Това се усеща от организма като тръпчив (стипчив) вкус.

### Лютивина
Усещането за лютиво се причинява от някои вещества, като етанол и капсаицин. Те възбуждат троичния нерв заедно с основните усещания за вкус. Усещането за топлина се причинява от активиране на един йонен канал в невроните, наричан преходен рецепторен потенциал V1 (ПРП-V1), който се задейства и от топлина. Известни хранителни съставки, предизвикващи това усещане, са лютите чушки.

### Студенина
Някои вещества активират рецепторите за студено на троичния нерв. Усещане за студено създават например ментолът и камфорът, причина за което е активирането на йонния канал ПРП-M8 при нервните клетки, сигнализиращи за студено. Следователно реакциите в основата на това усещане са аналогични на тези при лютивината.

### Мазно
При скорошни изследвания е открит един вид вкусови рецептори, наречени рецептори CD36, които реагират единствено на мазнини. Такива рецептори имат не само хората, но и плъховете, при които рецепторите CD36 са открити за първи път. Възможно е и други бозайници да притежават такива рецептори. Някои плъхове с генетичен дефект нямат този тип рецептори, не показват апетит към мазнини и не отделят стомашни сокове за преработка на мазнините. Както плъховете, така и хората прекаляват с консумацията на мазнини, ако имат достъп до тях в големи количества.
Според традиционното разбиране усещането за мазно се отнася не към вкуса, а към осезанието на езика. Подобно усещане може да бъде почувствано и с кожата.

## Реакция на Маяр
Реакцията на Маяр е химична реакция, протичаща между аминокиселини и захари, при която се образуват меланоидини – съставките, които придават специфичния вкус на сготвената до кафяво храна. Тази реакция протича при приготвянето на много видове храна: изпичане на пържоли, пържене на дъмплинги, изпичане на курабии, хлебни изделия, маршмелоу и други. Наречена е в чест на френския химик Луи Камий Маяр, който я описва за пръв път през 1912 г., докато се опитва да пресъздаде биосинтез на белтъци.